# Vepris hiernii
Vepris hiernii är en vinruteväxtart som beskrevs av Roy Emile Gereau. Vepris hiernii ingår i släktet Vepris och familjen vinruteväxter. Inga underarter finns listade i Catalogue of Life.